# Gainsborough Pictures
Los estudios Gainsborough (Gainsborough Pictures en inglés) fueron un estudio cinematográfico británico  ubicado en el lado sur del Regent's Canal, en Londres, que se mantuvo activo entre 1924 y 1951. Gainsborough es recordado particularmente por sus melodramas de la década de 1940. 

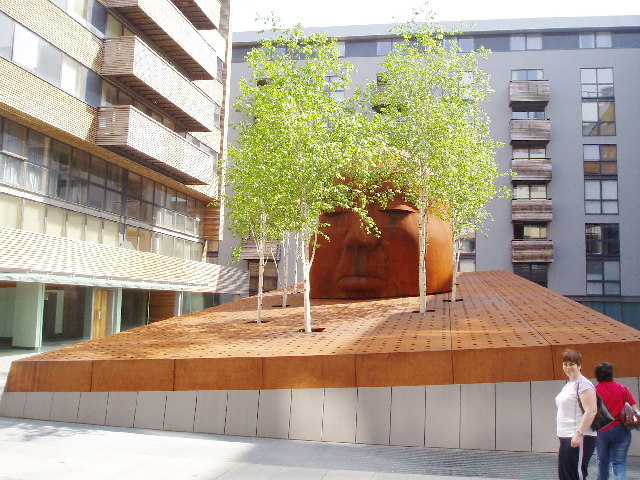
Estatua de la cabeza de Alfred Hitchcock, en el antiguo lugar donde se encontraban los estudios Gainsborough.

## Historia
Los estudios Gainsborough fueron fundados en 1924 por Michael Balcon y a partir de 1927 pasaron a ser una empresa asociada con Gaumont British, siendo Balcon el director de producción de ambos estudios. Mientras Gaumont British producía películas de calidad, los estudios Gainsborough hacían principalmente películas de bajo presupuesto. Ambos estudios utilizaron prácticas de filmación continentales, especialmente las de Alemania, en asociación con UFA, antes de la guerra. Trabajaron en los estudios Gainsborough los actores Elisabeth Bergner y Conrad Veidt, el director artístico Alfred Junge y el guionista Berthold Viertel, entre otros.
El estudio realizó películas populares como Oh, Mr Porter (1937) y The Lady Vanishes de Hitchcock (1938).
Entre 1942 y 1946 el estudio produjo una serie de melodramas para el mercado británico, casi todos basados en recientes novelas de éxito escritas por mujeres. Los títulos prominentes incluyen The Man in Grey (1943), Madonna of the Seven Moons (1944), Fanny by Gaslight (1944), The Wicked Lady (1945) y Caravan (1946). Dichas películas fueron protagonizadas por actores como Margaret Lockwood, James Mason, Stewart Granger y Patricia Roc. El estudio también realizó comedias como The Ghost Train (1941), Love Story (1944), Two Thousand Women (1944), Time Flies (protagonizada por Tommy Handley, 1944), Bees in Paradise (con Arthur Askey, dirigida por Val Guest, 1944), They Were Sisters (1945), y Easy Money (1948). Gainsborough Pictures cerró sus puertas en 1951.